# Chicualacuala
Chicualacuala, cujo nome oficial é Vila Eduardo Mondlane, é uma vila moçambicana, sede do distrito do mesmo nome da província de Gaza. Fica situada junto à fronteira com o Zimbábue, com o qual tem postos fronteiriços, rodoviário e ferroviário.
A povoação tinha o nome de "Malvérnia" no período anterior à independência de Moçambique, derivado de Lord Malvern, estadista que foi primeiro-ministro da Rodésia do Sul e depois da Federação da Rodésia e Niassalândia.
Possui uma estação de cargas e passageiros do Caminho de Ferro do Limpopo, que a liga à cidade de Chócue, no sudeste, e a cidade zimbabuana de Niala, no oeste.